# Polyphonius laevigatus
Polyphonius laevigatus är en tvåvingeart som beskrevs av Friedrich Hermann Loew 1848. Polyphonius laevigatus ingår i släktet Polyphonius och familjen rovflugor. Inga underarter finns listade i Catalogue of Life.